# Измаильский целлюлозно-картонный комбинат
«Измаильский целлюлозно-картонный завод» (ИЦКЗ) основан в 1965 г. Сегодня Измаильский ЦКК — это 8% украинского рынка гофротары, экспортирует свою продукцию и за рубеж.
Предприятие специализируется на выпуске транспортной картонной тары и листового гофрокартона (2-х, 3-х и 5 — слойного). На комбинате разработан проект открытия линии по производству санитарно-гигиенической бумаги из обесцвеченной макулатурной массы. В связи с этим, предприятие прорабатывает возможность поставки соответствующей макулатуры – ежемесячно до 1750 тонн.
Предприятие сообщается с железнодорожной станцией Измаил (подъездной путь — 19 км), связано с автомагистралью дорогой с асфальтовым покрытием (до порта Измаил — 10 км). Общая площадь комбината — 76,5 га.
"Измаильский целлюлозно-картонный комбинат" входит в состав концерна "Основа".

## История
В 1956 году правительство СССР по инициативе Н. С. Хрущева приняло решение построить ряд целлюлозно-картонных предприятий на базе использования камыша: Измаильский и Херсонский ЦКЗ, Астраханский и Кызыл-ординский ЦКК. Инициатива генсека была вызвана идеей повторить опыт Румынии по использованию местного ресурса - камыша. Измаил подходил для размещения подобного предприятия - дунайские плавни покрытые камышом и крупная полноводная река.
В 1965 году было основано ГП "Измаильский целлюлозно-картонный комбинат". 
В год открытия началось производство целлюлозы, в 1967 г. запущено производство картона, а в 1969 г. — производство гофрокартона.
В конце 60-х тростник для сырья добывали в районе города Вилково. Для этого использовались заключенные из вилковской тюрьмы, добыча велась острове Ермаков. Однако, к середине 70-х от этого сырья отказались, ввиду более дешевой древесины из Сибири.
В сентябре 1994 года, путём преобразования государственного предприятия, создано ОАО «Измаильский целлюлозно-картонный комбинат», с 2011 года - ПАО, в соответствии с изменениями Закона Украины "Об акционерных обществах".
В декабре 2018 года, решением акционеров предприятие переименовано в ПАО "Измаильский целлюлозно-картонный комбинат".
В 2005 году предприятие стало победителем Всеукраинского конкурса-выставки "Барвиста Україна".

## Основная продукция
- трехслойный и пятислойный гофрокартон с бурым, облачным и белым покровным слоем;
- бумага газетная;
- бумага и картон для гофрирования;
- бумага оберточная;
- картон склеенный и коробочный;
- гофропродукция;
- тара и упаковка и др.